# Bund der Medizinmänner
Der Bund der Medizinmänner ist ein Maskenbund der Irokesen-Indianer. Er wird nur in einigen Quellen erwähnt. Diese bezeichnen ihn aber als einen der wichtigsten Bünde überhaupt. Dieser Bund trägt auch den Namen „Shake the Pumpkin“. Bei den Masken soll es sich nicht um Falschgesichtermasken handeln.